# NGC 3191
NGC 3191 (ook wel NGC 3192) is een balkspiraalstelsel in het sterrenbeeld Grote Beer. Het hemelobject werd op 5 februari 1788 ontdekt door de Duits-Britse astronoom William Herschel.

## Synoniemen
- NGC 3192
- IRAS10160+4642
- UGC 5565
- KUG 1016+467
- MCG 8-19-18
- ZWG 240.26
- PGC 30136